# 2011년~2015년 스페인 시위

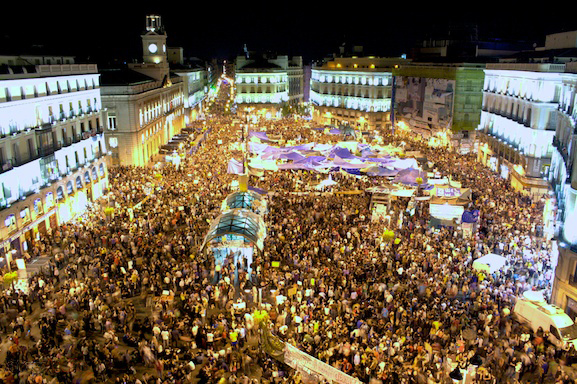
2011 ~ 2012년 스페인 시위

2011~2013년 스페인 시위는 스페인에서 2011년 5월 15일부터 2013년까지 이어졌던 시위이다. 실업, 경제 상태, 복지 문제 등으로 인하여 발생하였다.

## 같이 보기
- 2009년 이란 대통령 선거 시위
- 1968년 사회운동